# 1152 هـ
1152 هـ هي سنة في التقويم الهجري امتدت مقابلةً في التقويم الميلادي بين سنتي 1739 و1740.

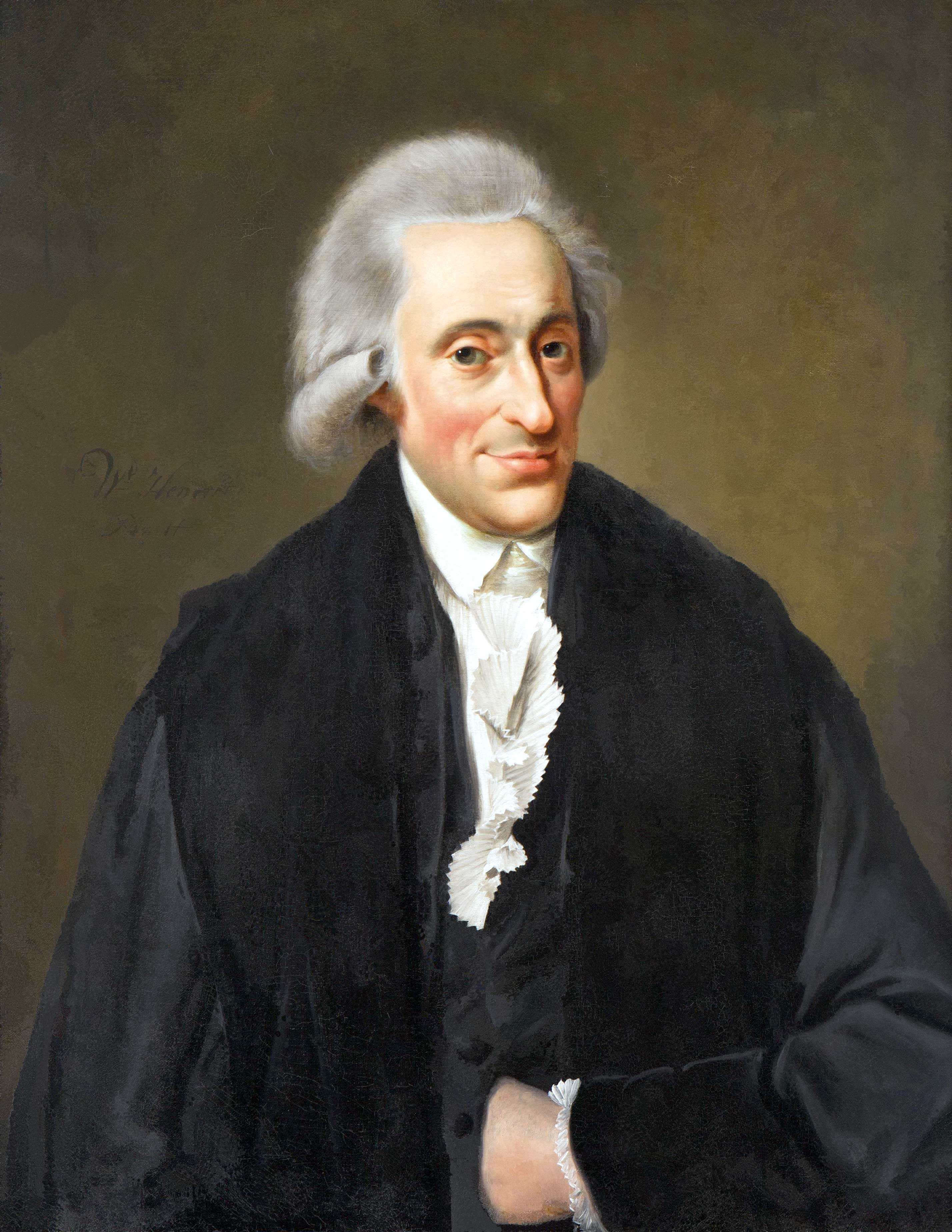
هنري البرت شولتنز

## مواليد
- الميرزا القمي
- سليمان باشا الجليلي
- هنري البرت شولتنز

## وفيات
- جانييه